# Alexa Ray Joel
Alexa Ray Joel (Manhattan, Nova Iorque, 29 de dezembro de 1985) é uma cantora, compositora e pianista norte-americana.
Alexa Ray Joel é filha do popular músico Billy Joel e da sua segunda mulher, a supermodelo norte-americana Christie Brinkley. 
O nome "Ray" é uma homenagem do pai ao cantor Ray Charles.